# Nagelstraße (Trier)
Die Nagelstraße ist eine der Trierer Hauptgeschäftsstraßen und liegt im Stadtteil Mitte. Sie verbindet die Fleischstraße mit der Neustraße.

## Geschichte
Die Straße trug bis Ende des 17. Jahrhunderts den Namen Webergasse (vicus textorum). In der frühen Neuzeit siedelten sich hier jedoch verstärkt Nagelschmieden an, sodass die Straße nun Nagelstraße genannt wurde.

## Geschäfte
Bekannt ist die Straße vor allem für ihre Spielwarengeschäfte, da sich hier bis 2003 das Trierer Spielzeugmuseum befand. Zudem befinden sich in der Straße unter anderem verschiedene Schmuckgeschäfte, ein Textilwarengeschäft und ein Pfandleihhaus. In der Straße befindet sich auch eine Aldi-Filiale aus den 1970er Jahren, die älteste Filiale in Trier.

## Kulturdenkmäler

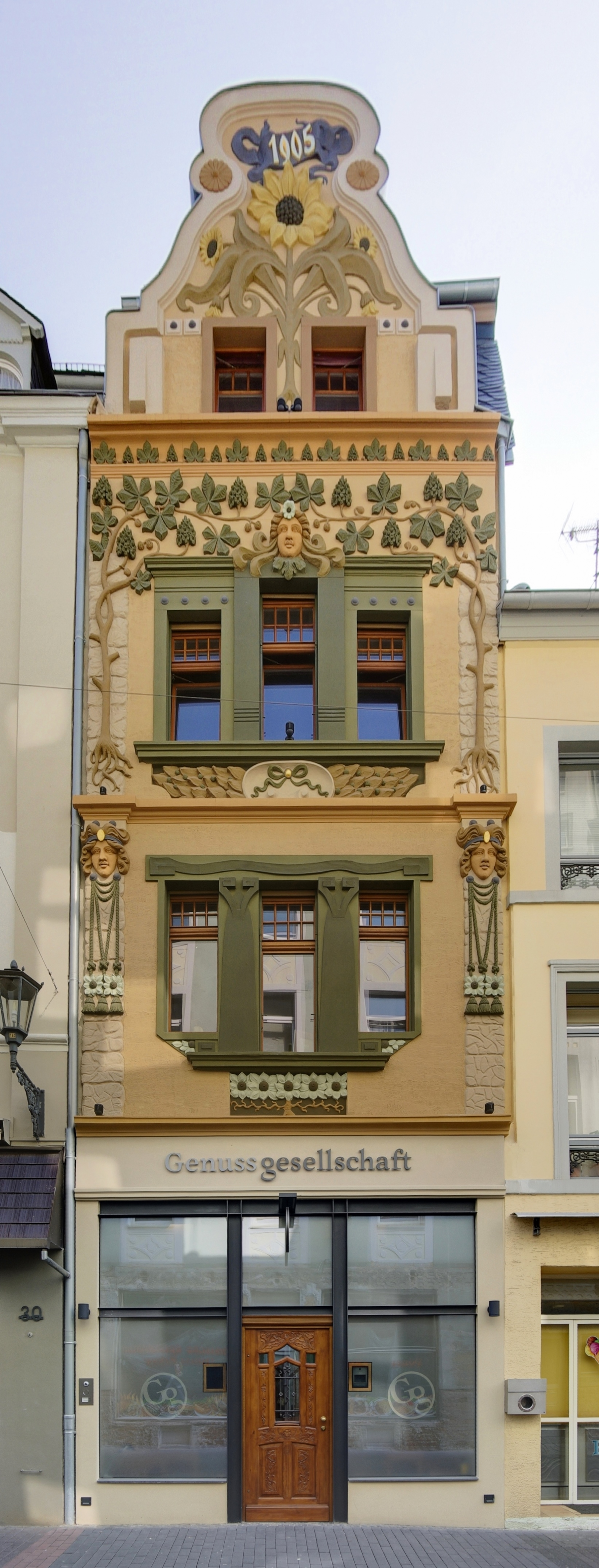
Nagelstraße 31

In der Nagelstraße befinden sich einige bedeutende Kulturdenkmäler. Die Gebäude stammen hauptsächlich aus dem späten 19. und frühen 20. Jahrhundert. Auffällig ist das Gebäude Nagelstraße 31 mit Jugendstil-Stuckfassade von 1905. Erwähnenswert sind auch das Haus an der Nagelstraße 34, dessen Fassade zum Teil aus dem 18. Jahrhundert stammt, und das Haus an der Nagelstraße 36, das Mitte des 19. Jahrhunderts von Peter Bentz geplant, aber nie wirklich fertiggestellt wurde. Zudem ist ein Teil der Nagelstraße als Denkmalzone ausgewiesen.